# Paul Nurse
Paul Maxime Nurse (25. leden 1949, Norwich) je anglický genetik. V letech 2010-2015 byl prezidentem Královské společnosti, v současnosti je ředitelem Ústavu Francise Cricka a prezidentem Rockefellerovy univerzity v New Yorku. Roku 2001 obdržel Nobelovu cenu za fyziologii nebo lékařství (spolu s Lelandem Hartwellem a Timem Huntem), a to za objevy v oblasti buněčného cyklu.

## Život a dílo
Absolvoval na Birminghamské univerzitě, doktorské studium ukončil v roce 1973 na University of East Anglia, a to v oborech buněčná biologie a biochemie. Roku 1988 se stal vedoucím katedry mikrobiologie na Oxfordské univerzitě. Od roku 2002 vede Britské výzkumné centrum rakoviny.
Ústředním předmětem jeho zájmu je buněčný cyklus a buněčné dělení u kvasinek, zejména u druhu schizosaccharomyces pombe. Nurse v nich jako první objevil gen cdc2 a zároveň určil, že je to právě tento gen, který hraje klíčovou úlohu v regulaci buněčného cyklu, tedy v načasování událostí jako je dělení buněk či jejich jader. Nurseův tým přitom identifikoval stejný gen i u člověka, čímž mj. dokázal, že zákony buněčného cyklu jsou stejné u rostlin, zvířat i člověka. Především za tento objev obdržel Nobelovu cenu. Objev může mít i zásadní dopad na lékařství, zejména léčbu rakoviny, neboť rakovinné buňky mají buněčný cyklus narušený, což umožňuje jejich masivní dělení – léčba by mohla spočívat v obnově klasického cyklu.